# Skara stadsförsamling
Skara landsförsamling var en församling i Skara stift och i Skara kommun. Församlingen uppgick 1934 i Skara församling.

## Administrativ historik
Församlingen har medeltida ursprung. Före 1500-talet var namnet Sankta Maria församling. På 1500-talet införlivades Sankt Nikolai (eventuellt upplöst), Sankt Per (uppgick 1545) och Sankt Lars församling och utbröts Skara landsförsamling.
Församlingen utgjorde före 1548 ett eget pastorat för att därefter till 1580 vara moderförsamling i pastoratet Skara, Härlunda och Bjärka som från 1551 även omfattade Händene och Marums församlingar. Från 1580 till 1934 moderförsamling i pastoratet Skara stadsförsamling, Skara landsförsamling, Härlunda, Bjärka och Händene som före 1832 även omfattade Skara hospitalsförsamling. Församlingen uppgick 1934 i Skara församling.

## Kyrkor
- Skara domkyrka

## Domkyrkoorganister
| Period    | Namn                 | Levnadstid      |
| --------- | -------------------- | --------------- |
| 1559/1560 | Joen orgelekare      |                 |
| 1619      | Jacob organist       |                 |
| 1620      | Anders Månsson       |                 |
| 1621–1625 | Okänd                |                 |
| 1633–1636 | Okänd                |                 |
| 1652?     | Bert Nilsson         |                 |
| 1654–1691 | Johan Ross den äldre | –1691           |
| 1691      | Lars Backman         | 1661–1698       |
| 1692–1715 | Johan Ross den yngre | 1650-talet-1716 |
| 1715/1716 | Johan Knistedt       | 1671–1733       |
| 1717–1723 | Mattias Daniel Blom  | 1674–1741       |
| 1724–1755 | Johan Lundelius      | 1686–1755       |
| 1755–1798 | Johan Ewerhardt      | 1718–1798       |
| 1798–1813 | Christian Kull       | 1765–1815       |
| 1813–1863 | Sven Zanders         | 1791–1863       |
| 1863–1868 | Johan August Mankell | 1825–1868       |
| 1893–1900 | Fredrik Janson       | 1865–1931       |
| 1900–1951 | Ivar Widéen          | 1871–1951       |